# Umut Sakarya
Umut Ra Sakarya (født 1. september 1990) er en dansk kok med tyrkisk oprindelse. Han har været medejer (50 %) af restauranterne Guldkroen og Guldgrillen i Danmark. Han har tidligere også haft Guldkebab, men den er lukket 1. februar 2022. I januar 2023 valgte han at lukke koncepterne Guldkroen og Guldgrillen.
I 2019 deltog han i sæson 16 af Vild med dans, hvor han dansede med den professionelle danser Jenna Bagge. Umut Sakarya valgte at trække sig frivilligt fra konkurrencen på grund af negative kommentarer på de sociale medier.

## Filmografi
- 2019 Go' morgen Danmark, Kok, 2019-2020
- 2019 Vild med dans, sæson 16
- 2020 Kender du typen?, sæson 2020
- 2020 Fem fede kokke, Sæson 1
- 2020 Over Atlanten, Sæson 3
- 2020 Fangerne på Fortet, Sæson 10, episode 3
- 2021 Tom & Jerry, Chef Jackie (stemme)
- 2020 Hvem holder masken?, sæson 2
- 2023 Spise med Price, Sæson 15; episode Turkish Delight
- 2023 Tre sultne mænd, Madprogram sammen med Francis Cardenau og Simon Jul Jørgensen